# Робін Симович
Робін Симович (швед. Robin Simović, хорватська вимова: [sîːmoʋitɕ], нар. 29 травня 1991, Мальме) — шведський футболіст хорватського походження, нападник японського клубу «Омія Ардія».

## Кар'єра
Симович провів більшу частину своєї юності, граючи за «Мальме», де він забив у цілому 377 голів в 337 іграх за юнацькі і молодіжні команди. Коли його контракт з Мальме закінчився в кінці 2010 року, Симович вирушив до клубу четвертого рівня ІФК Клагсгамн. Після успішного року у цій команді він підписав контракт з клубом «Енгельгольм ФФ» з другої за рівнем футбольної ліги Швеції Супереттан. У складі «Енгельгольма» став другим кращим бомбардиром в Супереттані 2012 року.
10 грудня 2015 року Симович приєднався до японської команди «Нагоя Грампус» в сезоні Джей-ліги 2016 року.
27 лютого 2016 року Симович забив свій перший гол в Нагої, здобувши перемогу з рахунком 1:0 над «Джубіло Івата». Забив свій другий гол в своєму домашньому дебюті проти діючих чемпіонів «Санфрече Хіросіма».
10 січня 2018 року «Омія Ардія» оголосила про підписання контракту з Симовичем.